# Limeira
Limeira este un oraș în São Paulo (SP), Brazilia.